# Epidendrum dodii
Epidendrum dodii är en orkidéart som beskrevs av Luis M. Sánchez och Eric Hágsater. Epidendrum dodii ingår i släktet Epidendrum och familjen orkidéer. Inga underarter finns listade i Catalogue of Life.